# Jules Bonnot

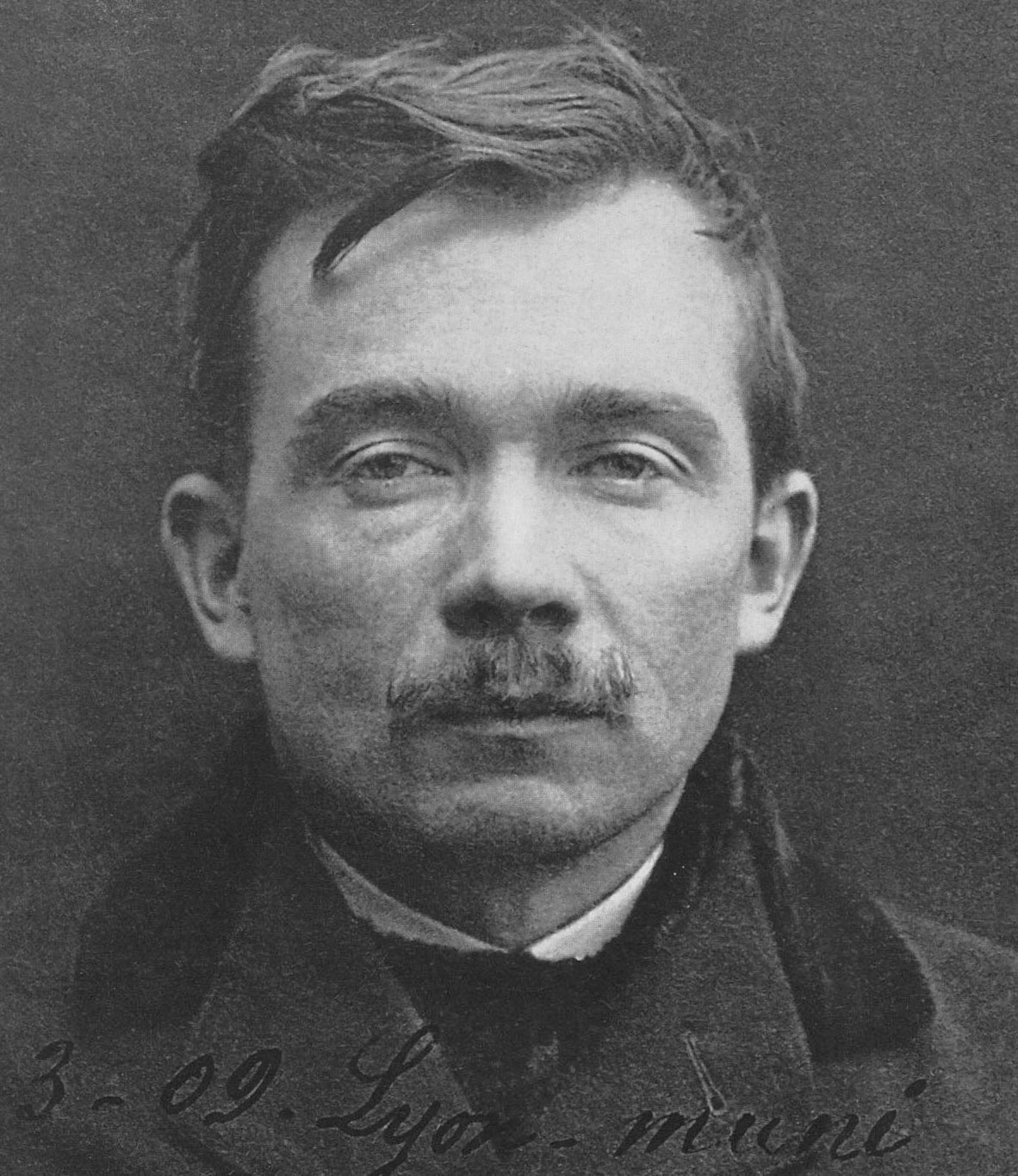
Jules Bonnot auf einem Foto des Polizeiarchivs, 1909

Jules Joseph Bonnot (* 14. Oktober 1876 in Pont-de-Roide (Département Doubs); † 28. April 1912 in Paris) war ein französischer Anarchist und Anhänger des Illegalismus. Er war der Anführer einer anarchistischen Gruppe, die in der Presse unter dem Namen „Bande à Bonnot“ (Bonnot-Bande) bekannt wurde und in den Jahren 1911 und 1912 mehrere Raubüberfälle und Morde beging. Sein besonderer Geschmack und seine teure Kleidung brachten ihm unter den Genossen das Pseudonym „Le Bourgeois“ ein. Er wurde erst mit großem Aufwand gefasst und sein Tod breit rezipiert.

## Leben

### Jugend
Am 23. Januar 1887, als Bonnot zehn Jahre alt war, starb seine Mutter in Besançon. Der Vater von Jules, ein Gießereiarbeiter und Analphabet, kümmerte sich ab diesem Zeitpunkt um die Erziehung des Jungen. In der Schule hatte Jules nicht viel Erfolg und verließ sie recht schnell. Mit 14 Jahren begann er eine Lehre. Er war nicht sehr motiviert und stritt sich oft mit seinen Vorgesetzten. 1891 wurde er mit 15 Jahren wegen Fischens mit verbotenen Geräten und 1895 wegen einer Prügelei mit einem Polizisten auf einer Tanzveranstaltung zu Haftstrafen verurteilt. Nach seinem Militärdienst im August des Jahres 1901 heiratete er die junge Schneiderin Sophie-Louise Burdet. Nach einer enttäuschten Liebe beging sein älterer Bruder 1903 Suizid durch Erhängen.

### Anarchistisches Engagement
In dieser Epoche begann Bonnot den Kampf für den Anarchismus. Er wurde aufgrund seines politischen Engagements von der Eisenbahn Bellegarde entlassen, und keiner wollte ihn mehr einstellen. So entschied er, in die Schweiz zu gehen. Er fand eine Stelle als Mechaniker in Genf, wo seine Frau schwanger wurde. Das Kind, Émilie, starb einige Tage nach der Geburt. Bonnot kämpfte noch immer für den Anarchismus und bekam den Ruf eines Agitators. So wurde er des Landes verwiesen.

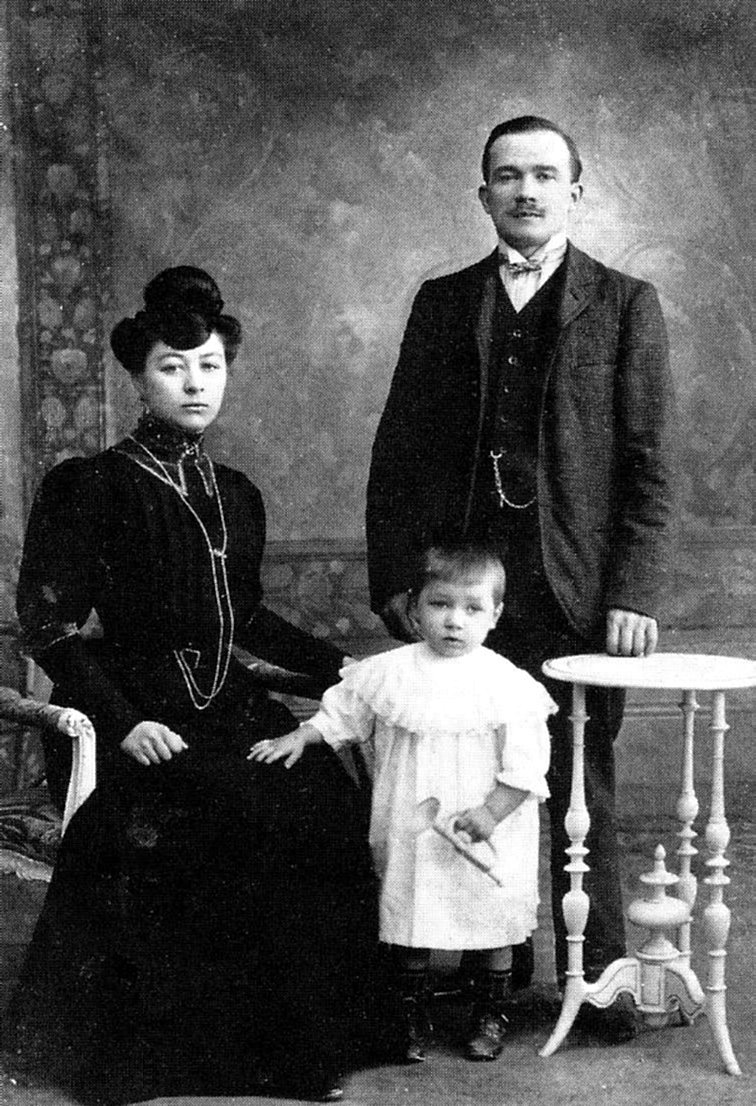
Bonnot mit seiner Frau Sophie und seiner Tochter, 1906

Seine Fähigkeiten als Mechaniker erlaubten Bonnot, eine Stelle bei einem großen Automobilhersteller in Lyon zu finden, wo seine Frau 1904 erneut ein Kind gebar. Seine politische Überzeugung verlor er nicht und er prangerte Ungerechtigkeiten an und organisierte Streiks, so dass er den Unternehmern ins Auge fiel.
Er zog nach Saint-Étienne und wurde Mechaniker bei einer bekannten Firma. Er wohnte mit seiner Familie beim Sekretär seiner Gewerkschaft, Besson, der der Liebhaber von Bonnots Frau wurde. Um dem Zorn Bonnots zu entgehen, zog Besson mit Bonnots Frau Sophie und deren Kind in die Schweiz. Bonnots politische Aktivität wurde stärker. Die Flucht Sophies führte dazu, dass Bonnot seine Stelle verlor. Von 1906 bis 1907 eröffnete er mit seinem Assistenten Platano zwei Mechanikerwerkstätten in Lyon. 1910 ging er nach London, wo er dank seiner Talente der Chauffeur von Sir Arthur Conan Doyle, dem Schöpfer „Sherlock Holmes'“, wurde, was ihm Erfahrungen für seine spätere Laufbahn als Illegalist einbrachte, da er seine Raubzüge mit großen Wagen ausführte.

### Anfänge der Bande
Ende 1910 kehrte Bonnot nach Lyon zurück und nutzte erstmals in der Geschichte ein Automobil für kriminelle Zwecke. Die Polizei war ihm auf den Fersen, daher verließ er die Stadt mit Platano. Während der Reise wurde dieser von Bonnot getötet. Die Umstände sind unklar. Die Version von Bonnot läuft darauf hinaus, dass Platano sich selbst durch einen Unfall mit seinem Revolver schwer verletzt habe, und Bonnot ihn von den Leiden hätte erlösen wollen. Nach Alphonse Boudard konnte Bonnot keinen anderen Grund angeben, da Platano eng mit den Pariser Anarchisten und damit Bonnots Unterstützern verbunden war. Bonnot hatte sich eine große Summe Geldes, 40.000 Francs, von Platano angeeignet, weshalb eine Mordhypothese nicht ausgeschlossen werden kann.
Ende November 1911 traf Bonnot am Sitz der Zeitschrift L’Anarchie, die von Victor Serge geleitet wurde, mehrere Sympathisanten des Anarchismus, die seine Komplizen wurden. Die wichtigsten waren Octave Garnier und Raymond Callemin, genannt „Raymond-la-science“ (Raymond, die Wissenschaft) und andere, die eine geringere Rolle spielten: Élie Monnier genannt „Simentoff“, Édouard Carouy, André Soudy und Eugène Dieudonné, dessen Position nie wirklich geklärt werden konnte. Als Anhänger der „individuellen Wiederaneignung“ hatten alle bereits Diebstähle begangen und waren zu größeren Taten bereit. Nach Bonnots Ankunft gründete sich nun die Bande. Obwohl die Idee eines Anführers von Anarchisten abgelehnt wird, übernahm Bonnot in der Praxis auf Grund seines höheren Alters und seiner kriminellen Erfahrung die Leitung, auch wenn dies unausgesprochen blieb.

### Der Raubüberfall auf die Société Générale

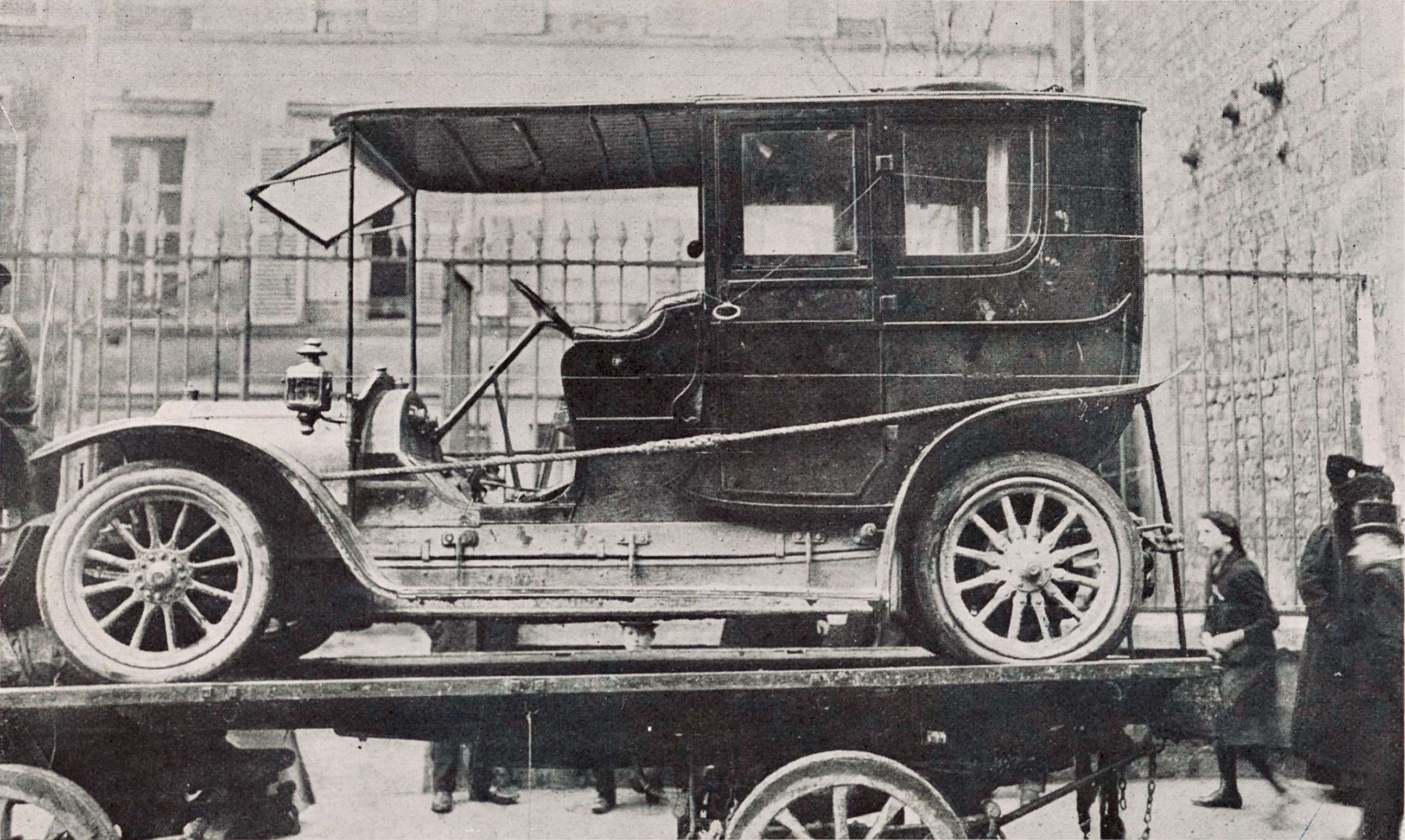
Der 1911 von Mr. Normand gestohlene und in Dieppe aufgefundene Wagen

Am 14. Dezember 1911 stahlen Bonnot, Garnier und Callemin ein Auto, um ihre Pläne in die Tat umzusetzen. Bonnot wählte auf Grund seiner Kenntnisse einen verlässlichen, schnellen und luxuriösen Delaunay-Belleville 12 CV, Modell 1910 in grün-schwarzer Lackierung.
Um 9 Uhr morgens des 21. Dezembers 1911 stellten Bonnot, Garnier und Callemin und möglicherweise ein vierter Komplize (Ernest Caby), den Kassenboten der Société Générale und seinen Leibwächter Alfred Peemans vor der Pariser Rue Ordener 148. Sofort nachdem Garnier und Callemin ihre beiden Opfer bemerkt hatten, stürzten sie sich auf sie, während Bonnot am Steuer wartete. Garnier feuerte zweimal und verletzte den Boten schwer. Callemin riss die Umhängetasche an sich, und beide flüchteten zum Auto.
Passanten, die Anstalten machten, die beiden an der Flucht zu hindern, versuchte Bonnot mit Schüssen in die Luft zu vertreiben. Sobald Garnier und Callemin in den Wagen stiegen, fuhr Bonnot an, was dazu führte, dass die Geldtasche in die Gosse fiel. So stieg Callemin aus, um das Geld an sich zu nehmen, feuerte auf jemanden, der in seine Richtung rannte, ohne ihn zu treffen, und stieg wieder in den Wagen. Nach Zeugenaussagen schaltete sich zu diesem Zeitpunkt ein weiterer Komplize ein. Schließlich startete Bonnot das Auto, und die Bande entkam.
Dies war das erste Mal, dass ein Automobil für einen Raubüberfall genutzt wurde. Die Ereignisse hatten einen hohen Rückhall wegen der Verletzungen des Bankangestellten. Am nächsten Morgen erschien ein Zeitungsartikel über den Vorfall. Ein großer Erfolg war der Überfall nicht: Die Beute bestand aus 5.000 Francs Bargeld und 300.000 Francs in nichtverkäuflichen Wertpapieren. Eine weitere Tasche mit 40.000 Francs hatten die Banditen im Durcheinander nicht mitgenommen. Sie ließen ihr Auto in Dieppe stehen und kehrten nach Paris zurück. Callemin, der nach Belgien gegangen war, versuchte dort vergeblich den Verkauf der Papiere und kam danach wieder mit den anderen zusammen. Zu diesem Zeitpunkt deckte die Polizei den Zusammenhang des Raubüberfalls mit der anarchistischen Szene auf, was den Vorfall für die Presse zusätzlich interessant machte.
Eine Woche nach dem spektakulären Ereignis fanden Garnier und Callemin Unterschlupf bei Victor Serge und seiner Freundin Rirette Maitrejean. Obwohl er die Methoden der Bande missbilligte, nahm er sie aus Solidarität auf. Kurz nachdem Garnier und Callemin wieder verschwunden waren, durchsuchte die Polizei die Wohnung Serges, ebenso wie aller anderen bekannten Anarchisten. Das Pärchen wurde daraufhin wegen Besitzes von Waffen verhaftet, die ein befreundeter Anarchist dort in einem Paket zurückgelassen hatte. Die Presse stürzte sich auf das Ereignis, bezeichnete Serge als „Gehirn“ der Bande und spekulierte, dass nun die Festnahme der restlichen Mitglieder unmittelbar bevorstehe. Tatsächlich kam es anders: jüngere Anarchisten wie René Valet und André Soudy, die wegen der Arretierung Serges wütend wurden, schlossen sich der Illegalistengruppe an.

### Weitere Diebstähle und Raube
Die Bande setzte ihre Reise fort. Am 31. Dezember versuchten Bonnot, Garnier und Carouy in Gent, einen Wagen zu stehlen. Sie wurden vom Chauffeur überrascht, den Garnier niederschlug. Ein durch den Lärm alarmierter und herbeigeeilter Nachtwächter wurde mit dem Revolver erschossen. Am 3. Januar 1912 ermordete Carouy zusammen mit Marius Metge einen Rentner und sein Zimmermädchen bei einem Einbruch in Thiais. Es gibt keine Anhaltspunkte, dass der Doppelmord mit Bonnot und seiner Bande vereinbart wurde. Da Carouy beim Vorfall in Gent involviert war, setzte die Justiz den Mord auf die Liste der Bonnot-Bande. Am 27. Februar entwendeten Bonnot, Callemin und Garnier einen neuen Delaunay-Belleville. Ein Polizist, der zufällig ebenfalls Garnier hieß und sie auf Grund der riskanten Fahrweise Bonnots in Paris überprüfen wollte, wurde von Garnier totgeschlagen. Der Tod eines Angehörigen der Sicherheitsbehörden verstärkte die wütenden Meldungen in der Presse und die Meinung, dass der Bande das Handwerk gelegt werden müsse. Am nächsten Morgen versuchte das Trio in Pontoise, den Safe eines Notars auszurauben. Sie wurden von ihm überrascht und flohen ohne Beute.
In dieser Zeit wurde Eugène Dieudonné verhaftet. Er leugnete jede Teilnahme an den kriminellen Aktivitäten der Bande, gab aber zu, Bonnot zu kennen und mit dem Anarchismus zu sympathisieren. Er wurde von dem Kassenboten, der schon Carouy und Garnier auf Fotos identifiziert hatte, der Mitwirkung beim Raub in der Rue Ordener bezichtigt.

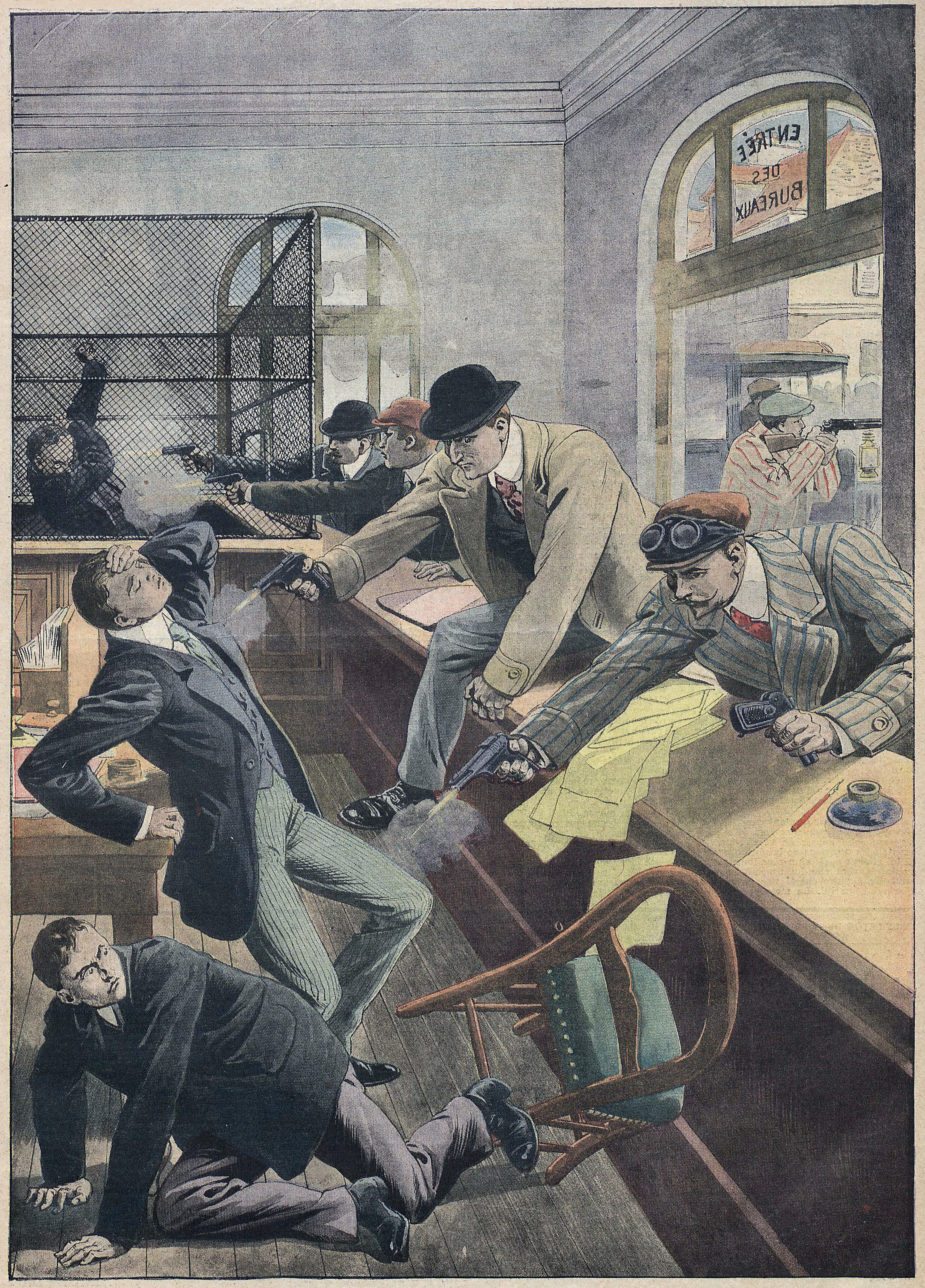
Zeitgenössische Darstellung des Überfalls in Chantilly

Der 19. März markierte einen Höhepunkt der öffentlichen Aufmerksamkeit, als ein Brief im Le Matin veröffentlicht wurde. In diesem provoziert Garnier die Polizei wegen ihrer Unfähigkeit, ihn aufzuspüren. Über sein Ende machte er sich keine Illusionen und schrieb: ich weiß, dass ich besiegt und der Schwächste sein werde, aber ich werde sie dafür gut bezahlen lassen und ihren Sieg teuer machen. Er gab an, dass Dieudonné unschuldig an den zur Last gelegten Verbrechen sei. Der Brief war mit einem von der Polizei für authentisch befundenen Fingerabdruck gezeichnet.
Am 25. März bereitete sich das Gewohnheitstrio Bonnot, Garnier und Callemin, begleitet von Monnier und Soudy, auf den Diebstahl einer De-Dion-Bouton-Limousine vor, von deren Lieferung an die Côte d’Azur sie erfahren hatten. Der Überfall fand in Montgeron statt. Bonnot schüttelte ein Taschentuch auf der Mitte der Fahrbahn. Sobald der Wagen anhielt, erschien der Rest der Bande. Im Glauben, dass der Chauffeur eine Waffe ziehen würden, schossen Garnier und Callemin auf ihn und den Besitzer des Wagens. Laut seiner Aussagen hatte Bonnot mitten im Gewehrfeuer „Halt! Ihr seid verrückt! Halt!“ geschrien. Die Bande beschloss, einen improvisierten Überfall auf die Société Générale in Chantilly zu verüben. Nachdem sie in die Bank eingedrungen waren, erschossen Garnier, Callemin, Valet und Monnier drei Angestellte, stapelten Münzrollen und Banknoten in einen Sack und verschwanden zum Kraftfahrzeug, in dem Bonnot saß und prompt anfuhr. Die Gendarmerie wurde alarmiert, musste auf ihren Fahrrädern und Pferden die Bande aber ziehen lassen.

### Ende der Bonnot-Bande
Nach diesem letzten Raub beendete die Polizei zunehmend die Aktivitäten der Gruppe. Zum 30. März wurde Soudy verhaftet, am 4. April Carouy. Der 7. April war der Tag, der die Festsetzung Callemins durch die Polizei brachte – ein für sie wichtiger Fang, da er einer der Hauptpersonen neben Garnier und Bonnot war. Am 24. April traf es Monnier.

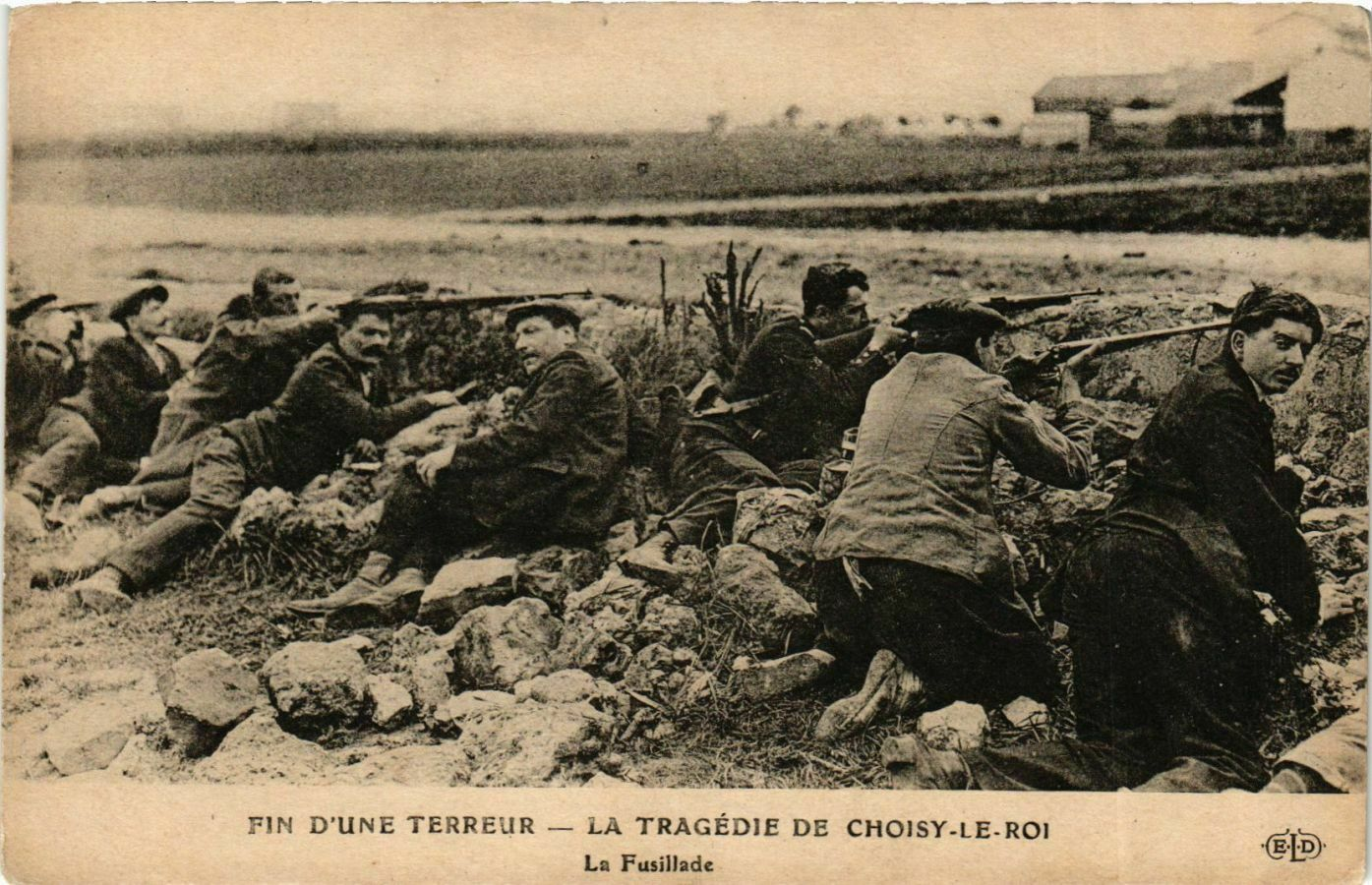
Belagerung des Verstecks auf einer zeitgenössischen Postkarte

Der 24. April war auch der Tag der Untersuchung der Wohnung eines anarchistischen Sympathisanten in Ivry-sur-Seine durch die Nummer zwei der Sûreté nationale, Louis Jouin, der mit den Ermittlungen im Fall Bonnot beauftragt war. In einem Zimmer traf er auf Bonnot, der Jouin sofort mit einem Revolverschuss tötete und anschließend floh. Von Gewehrschüssen verletzt, ging er zu einem Apotheker, um sich behandeln zu lassen. Er versuchte ihm weiszumachen, von der Leiter gefallen zu sein, doch dieser brachte Bonnot in Zusammenhang mit dem Vorfall von Ivry und verständigte die Behörden. Die Polizei konnte so ungefähr den Aufenthaltsort Bonnots eingrenzen und kämmte die Umgebung durch. Am 27. April fasste die Polizei Bonnot in seinem Versteck in Choisy-le-Roi. Bonnot hatte noch die Zeit, sich fortzuschleichen, so dass es der Sicherheitschef vorzog, die Umgebung einzukreisen und auf Verstärkung zu warten, worauf sich Bonnot in das freistehende Haus zurückzog. Eine lange Belagerung begann, an der der Präfekt von Paris Louis Lépine teilnahm. Immer mehr Truppen zogen sich zusammen, selbst ein Zuaven-Regiment mit einem hochmodernen Hotchkiss-Maschinengewehr. Zahlreiche Schaulustige wurden vom Spektakel angezogen. Bonnot zeigte sich von Zeit zu Zeit auf der Freitreppe des Hauses, um auf seine Feinde zu schießen, wo er regelmäßig mit Geschosssalven empfangen wurde, denen er sich unverletzt entziehen konnte.

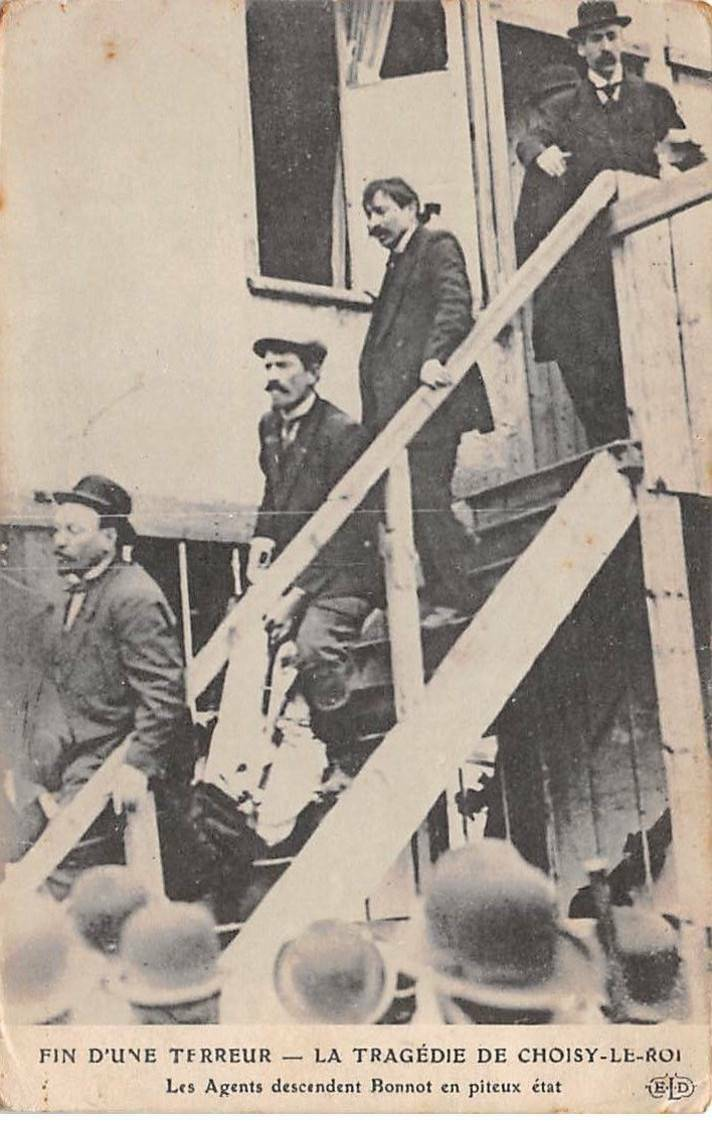
Bonnots Leiche wird aus dem Haus getragen

Während die Zeit verging und die Polizei zögerte, die Belagerung zu beenden, verlor Bonnot stückweise das Interesse an seinen Angreifern und begann, sein Testament aufzusetzen. Endlich beschloss Lépine, das Haus mit Dynamit zu sprengen. Schwer verletzt von der Explosion, nahm sich Bonnot die Zeit, das Testament zu beenden, in dem er mehrere Personen, unter anderem Dieudonné, von der Mittäterschaft freisprach. Während die Polizei unter Guichard angriff, schaffte es Bonnot noch, einige Treffer aus seinem Revolver abzugeben, bevor er selbst verwundet wurde. Er starb kurz nach seinem Eintreffen im Hôtel-Dieu de Paris.
Nach dem Ende Bonnots waren nur noch zwei Mitglieder der Bande frei: Valet und vor allem Garnier, der die meisten der Morde verübt hatte. Sie wurden am 14. Mai in einem Häuschen in Nogent-sur-Marne geortet. Die Polizisten erhofften sich eine „sanfte“ Verhaftung, doch auf Grund ihres auffälligen Verhaltens wurden sie von Valet und Garnier entdeckt, die sich im Haus verschanzten. Eine neuerliche Belagerung begann, die der von Choisy mit einer großen Anzahl von Polizei- und Militärkräften und Trauben von Gaffern, die alle Unternehmungen aufmerksam verfolgten, sehr ähnelte. Während über neun Stunden vermochten es Valet und Garnier, die „kleine Armee“ auf respektvollem Abstand zu halten. Schließlich gelang es einem Dragonerregiment, das Häuschen in die Luft zu sprengen. Die Polizei griff darauf im Sturm an und tötete die beiden Männer. Anschließend musste sie sich mit der aufgebrachten Menschenmenge, die die beiden Banditen post mortem in Stücke reißen wollte, um die Leichen prügeln.

## Die Prozesse der Überlebenden

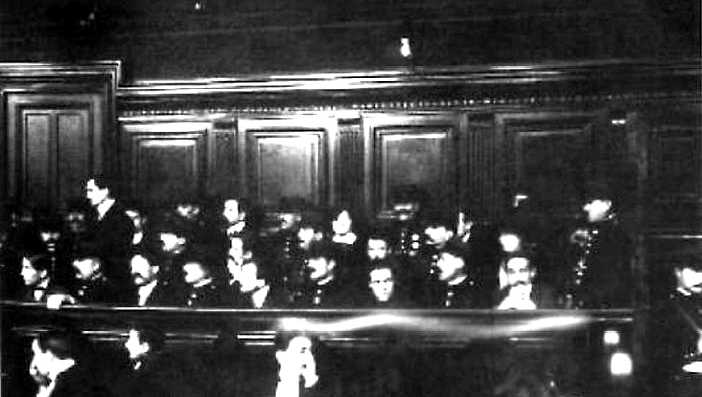
Foto des Prozesses

Die Gerichtsprozesse der überlebenden Mitglieder der Bonnot-Bande fanden im Februar 1913 statt. Die Hauptangeklagten waren Callemin, Carouy, Metge, Soudy, Monnier, Dieudonné und Victor Serge. Dazu kamen einige Personen, denen vorgeworfen wurde, der Bande zu verschiedenen Gelegenheiten geholfen zu haben. Callemin war das wichtigste überlebende Mitglied und er nutzte das Tribunal wie eine Tribüne für die Darstellung seiner revolutionären Haltung. Zwar leugnete er alle Beweise, doch in einer Form, die keinen Zweifel an seiner Schuld ließ. Carouy und Metge wurden besonders für den Doppelmord von Thiais angeklagt. Sie leugneten ihre Beteiligung, wurden jedoch durch ihre Fingerabdrücke überführt. Monnier und Soudy wurde ihre Beteiligung am Überfall von Chantilly vorgeworfen, dessen Zeugen sie zweifelsfrei identifizierten. Victor Serge wurde zu Beginn des Prozesses als Kopf der Bande präsentiert, was er energisch zurückwies. Er legte dar, zu keiner Zeit von den Raubzügen der Bande profitiert zu haben.
Der einzig zweifelhafte Fall war der von Dieudonné, der als Mittäter des Einbruchs in der Rue Ordener angeklagt wurde. Bonnot und Garnier beteuerten vor ihrem Tod seine Unschuld. Dieudonné legte ein belegtes Alibi vor, nachdem er zum Zeitpunkt der Tat in Nancy war. Mehrere Zeugen, darunter der von der Bande ausgeraubte Kassenbote, bekräftigten hingegen seine Anwesenheit am Tatort.
Schlussendlich wurden Callemin, Monnier, Soudy und Dieudonné zum Tode, Carouy und Metge zu lebenslanger Zwangsarbeit verurteilt. Carouy beging später in seiner Zelle Suizid. Victor Serge wurde zu fünf Jahren Haft verurteilt. Obwohl er es schaffte, sich des Vorwurfs zu erwehren, das „Gehirn“ der Bande gewesen zu sein, wurden ihm die bei der Verhaftung vorgefundenen Revolver zum Verhängnis. Bei der Verkündung des Urteils ergriff Callemin das Wort. Während er zuvor geleugnet hatte, überhaupt am Überfall der Rue Ordener teilgenommen zu haben, bekannte er sich nun dazu und beteuerte die Unschuld Dieudonnés. Diese Aussage wurde vom Anwalt Dieudonnés, Vincent de Moro-Giafferi, genutzt, um einen Gnadenappell an Präsident Raymond Poincaré zu richten, der das Urteil von Hinrichtung auf lebenslange Zwangsarbeit abmilderte. Die drei anderen zum Tode verurteilten wurden am 21. April 1913 vor der Prison de la Santé im 14. Arrondissement von Paris guillotiniert.

## Rezeption
Nachdem Bonnot über lange Zeit nicht mehr thematisiert wurde, benannten über ein halbes Jahrhundert später im Mai 68, einige Mitglieder des Besetzungskomitees des Gebäudes, vor allem Enragés, Anarchisten und Situationisten den Caillavès-Saal der Sorbonne in Salle Jules Bonnot um und nutzten ihn als Tagungsort des Besetzungskomitees. Im selben Jahr erschien auch ein Buch über die Bande à Bonnot, das Chanson „La Bande à Bonnot“ von Joe Dassin und 1969 ein gleichnamiger Film (von Philippe Fourastié mit Jacques Brel, Annie Girardot und Bruno Cremer). Die Bonnot-Bande wurde auch in der bekannten Fernsehserie Mit Rose und Revolver (Les Brigades du Tigre) in den 1970er Jahren thematisiert. Im Jahr 2006 wurde der Stoff fürs Kino in Les Brigades du Tigre erneut adaptiert. Hier übernahm Jacques Gamblin die Rolle des Jules Bonnot.
Jules Bonnots Lebensgeschichte wird in Pino Cacuccis Roman Besser auf das Herz zielen (2010) verarbeitet.

## Literatur

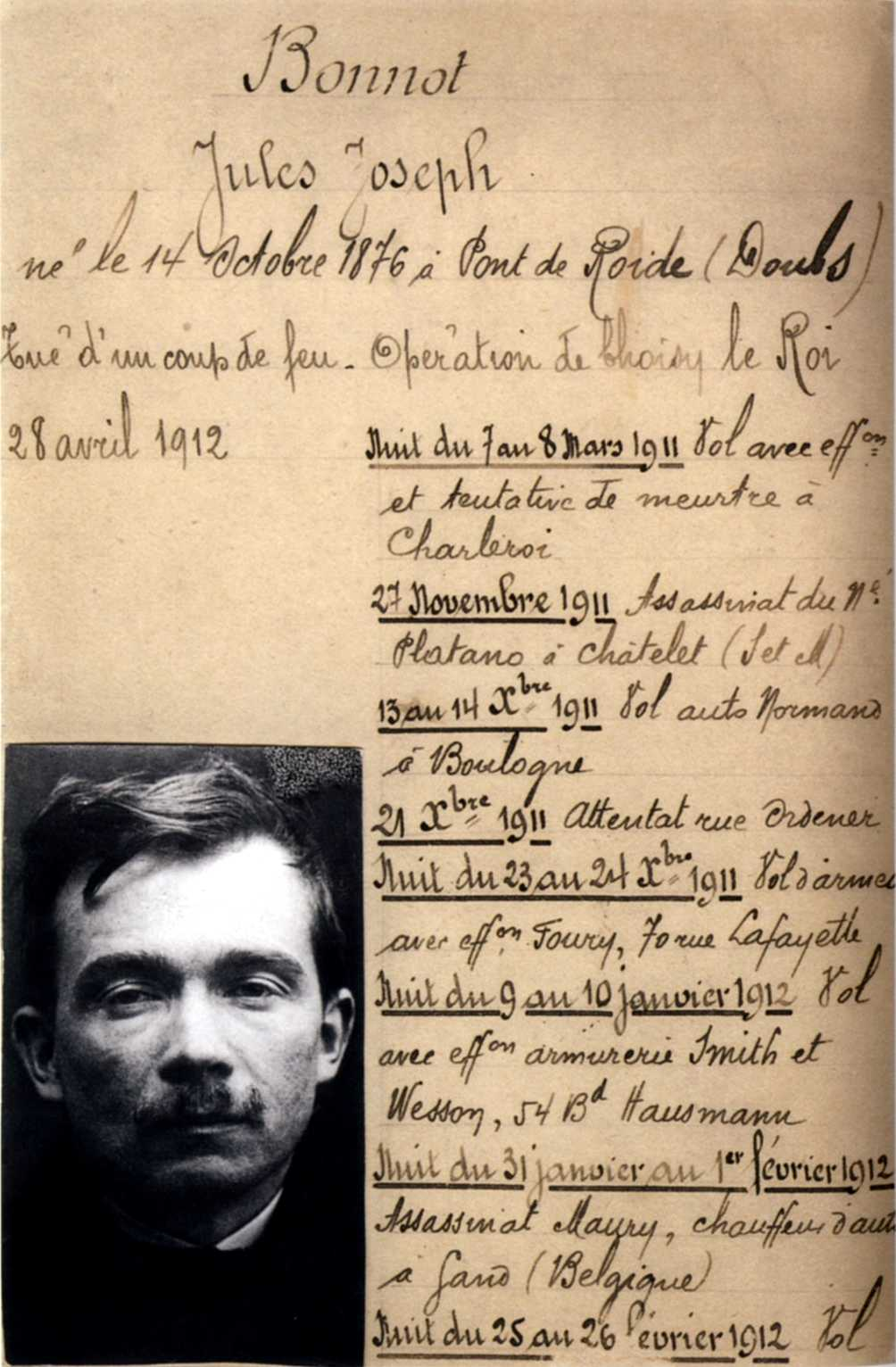
Bonnots Polizeiakte